# Zebrahead
Zebrahead is een punk- en rapband uit La Habra, Californië, (VS), opgericht in 1996 door Justin Mauriello, Greg Bergdorf, Ben Osmundson en Ed Udhus, later aangevuld met Ali Tabatabaee. In 1998 kreeg de band een contract bij platenmaatschappij Columbia.

## Geschiedenis

### Beginjaren (1996-1998)
De band werd opgericht in 1996 door gitaristen Justin Mauriello, Greg Bergdorf (voormalig lid van 409), bassist Ben Osmundson (voorheen van 3-Ply) en drummer Ed Udhus (voorheen van 409). Ze deelden dezelfde oefenruimte en experimenteerden met verschillende geluiden. Zo werden ze al snel vrienden. Na de beslissing dat ze hun muzikale mogelijkheden verder wilden ontwikkelen, besloten Greg, Justin, Ben en Ed te stoppen met hun vorige bands en samen een nieuwe band te vormen.
Zebrahead werd geïnspireerd door bands zoals de Fugazi en The Descendents. De vier leden hadden geen belangstelling voor de plaatselijke trend in de richting van ska-punk en begonnen in plaats daarvan elementen van hiphop in hun muziek te verwerken. Uiteindelijk werd de rapper Ali Tabatabaee aan de band toegevoegd.

### Doorbraak (1998-2003)
Na het uitbrengen van de ep Zebrahead (ook bekend als The Yellow vanwege de cover) onder het indielabel Doctor Dream Records in mei 1998, tekende Zebrahead na het succes van hun eerste album een platencontract met Columbia Records en maakte een album, Waste of Mind, dat later dat jaar verscheen. Het volgende album, Playmate of the Year (album), werd medio 2000 uitgebracht en de ep Stupid Fat Americans werd een jaar later exclusief voor de Japanse markt uitgebracht.
Zebrahead toerde naar Europa met Green Day in het voorprogramma en speelde ook op verschillende festivals. Door de jaren heen gaven ze verschillende optredens met bands als Less Than Jake, Kottonmouth Kings, 311, MxPx, Reel Big Fish, Unwritten Law en Goldfinger.
Drie jaar na uitbrengen van het laatste album verscheen in 2003 MFZB (alias Mother Fucking Zebrahead Bitch!). De band besteedde een groot deel van hun tijd aan de promotie van het album in Japan, waar het een groot succes werd. Zebrahead speelde op verschillende festivals, waaronder het Summer Sonic Festival en Punkspring.

### Vertrek van Justin Mauriello (2004)
Kort na hun Japanse tournee in 2004, besloot zanger-gitarist Mauriello de groep te verlaten. Het nieuws van het vertrek van Mauriello werd via de officiële website van de band in december 2004 bekendgemaakt. Zijn vertrek was een schok voor de fans. Dezelfde maand kreeg Matty Lewis (voorheen zanger van de band Jank 1000) een telefoontje van Zebraheadmanager Todd Singerman, die liet weten dat Zebrahead een nieuwe co-leadzanger zocht. Lewis vloog naar Californië voor een auditie. De vier overige leden waren zeer onder de indruk en benoemden hem tot de officiële nieuwe co-leadzanger.

### Broadcast to the World (2005-2007)
Twee jaar na de laatste cd, op 22 februari 2006, bracht Zebrahead, nu met een nieuwe zanger, het album Broadcast to the World uit.

### Phoenix (2008-2009)
Op 17 mei 2008 werd op de Myspacepagina van de band de titel van het volgende album aangekondigd, Phoenix. Het verscheen begin augustus in Europa en de VS. Met dit album werd ook een grote tournee gemaakt met onder andere Simple Plan.

### Panty Raid (2009-2010)
Op 12 maart 2009 werd op Zebraheads blog Postcards From Hell wederom een nieuw album aangekondigd. Het album, getiteld Panty Raid, zou alleen covers bevatten en op 1 september 2009 werd de volledige tracklist onthuld. Het album kwam op 4 november uit in Japan en verscheen op 8 december in de rest van de wereld. De eerste single van dit album was Girlfriend, de tweede Underneath It All.

### Get Nice!
Get Nice!, dat werd uitgebracht op 27 juli 2011, is een album waarop teruggegrepen wordt op de stijl die Zebrahead had ten tijde van het album MFZB, waarop de band harde punkrock speelde.

### Vertrek van Matty Lewis (2021)
Op 26 april 2021, heeft de band bevestigd dat zanger Matty Lewis de band heeft verlaten. Hij deed dit via een berichtje in de groepsapp. Lewis zet zijn muzikale carrière voort als countryzanger onder de naam Mendon Hale. Op 29 juni 2021 werd bekend dat zanger Adrian Estrella de plek van Matty Lewis overneemt. Estrella is ook zanger in de band Assuming We Survive.

## Bezetting

### Huidige bandleden
- Ali Tabatabaee - zang (1996-heden)
- Ben Osmundson - basgitaar (1996-heden)
- Ed Udhus - drums (1996-heden)
- Dan Palmer - leadgitaar (2013-heden)
- Adrian Estrella - zang, slaggitaar (2021-heden)

### Voormalige bandleden
- Justin Mauriello - zang, slaggitaar (1996-2004)
- Greg Bergdorf - leadgitaar (1996-2013)
- Matty Lewis - zang, slaggitaar (2005-2021)

### Tijdelijke bandleden
- Howard Benson - keyboard op Waste of Mind (1998), Playmate of the Year (2000) en Phoenix (2008)
- Jason Freese - keyboard en piano op Broadcast to the World (2006), Phoenix (2008) en Panty Raid (2009)
- Dan Palmer (Death By Stereo) - verving Greg Bergdorf op leadgitaar tijdens Zebraheads tournee met Less Than Jake in november 2010

### Albums
| Album met eventuele hitnotering(en) in de Nederlandse Album Top 100 | Datum van verschijnen | Datum van binnenkomst | Hoogste positie | Aantal weken | Opmerkingen                           |
| ------------------------------------------------------------------- | --------------------- | --------------------- | --------------- | ------------ | ------------------------------------- |
| One More Hit                                                        | 1996                  | -                     | -               | -            | Demo                                  |
| Zebrahead                                                           | 24-04-1998            | -                     | -               | -            | Debuutalbum                           |
| Waste Of Mind                                                       | 13-10-1998            | -                     | -               | -            |                                       |
| Playmate Of The Year                                                | 22-08-2000            | -                     | -               | -            |                                       |
| Stupid Fat Americans                                                | 31-01-2001            | -                     | -               | -            | EP                                    |
| MFZB                                                                | 21-10-2003            | -                     | -               | -            |                                       |
| Waste Of MFZB                                                       | 22-07-2004            | -                     | -               | -            | Laatste album met Justin Mauriello    |
| Broadcast To The World                                              | 22-02-2006            | -                     | -               | -            | Eerste album met Matty Lewis          |
| Not The New Album                                                   | 08-07-2008            | -                     | -               | -            | EP                                    |
| Phoenix                                                             | 09-07-2008            | -                     | -               | -            |                                       |
| Hell Yeah! ...It's A Tour                                           | 22-10-2009            | -                     | -               | -            | EP                                    |
| Panty Raid                                                          | 04-01-2009            | -                     | -               | -            |                                       |
| Get Nice!                                                           | 27-07-2011            | -                     | -               | -            | Laatste album met Greg Bergdorf       |
| Call Your Friends                                                   | 07-08-2013            | -                     | -               | -            | Eerste album met Dan Palmer           |
| Greatest Hits? - Volume 1                                           | 11-03-2015            | -                     | -               | -            | Verzamelalbum                         |
| The Early Years - Revisited                                         | 21-04-2015            | -                     | -               | -            |                                       |
| Out Of Control!                                                     | 20-05-2015            | -                     | -               | -            | EP                                    |
| Walk The Plank                                                      | 07-10-2015            | -                     | -               | -            |                                       |
| The Bonus Brother                                                   | 24-11-2017            | -                     | -               | -            | Verzamelalbum                         |
| Brain Invaders                                                      | 06-03-2019            | -                     | -               | -            | Laatste album met Matty Lewis         |
| Wanna Sell Your Soul?                                               | 14-01-2020            | -                     | -               | -            | EP                                    |
| III                                                                 | 26-11-2021            | -                     | -               | -            | EP Eerste uitgave met Adrian Estrella |
| II                                                                  | 02-02-2023            | -                     | -               | -            | EP                                    |

## Singles
| Jaar | Titel                             | Album                                        |
| ---- | --------------------------------- | -------------------------------------------- |
| 1998 | "Get Back"                        | Waste of Mind                                |
| 1999 | "The Real Me"                     | Waste of Mind                                |
| 1999 | "Feel This Way" (alleen in Japan) | Waste of Mind                                |
| 1999 | "Someday"                         | Waste of Mind                                |
| 2000 | "Playmate of the Year"            | Playmate of the Year                         |
| 2001 | "Now Or Never" (alleen in Japan)  | Playmate of the Year                         |
| 2003 | "Into You" (alleen in Japan)      | MFZB                                         |
| 2004 | "Rescue Me"                       | MFZB                                         |
| 2005 | "Hello Tomorrow"                  | MFZB                                         |
| 2006 | "Anthem"                          | Broadcast To The World                       |
| 2006 | "Postcards From Hell"             | Broadcast To The World                       |
| 2006 | "His World"                       | Sonic the Hedgehog Vocal Trax: Several wills |
| 2007 | "Broadcast To The World"          | Broadcast To The World                       |
| 2008 | "Mental Health"                   | Phoenix                                      |
| 2008 | "Hell Yeah!"                      | Phoenix                                      |
| 2009 | "The Juggernauts"                 | Phoenix                                      |
| 2009 | "Girlfriend"                      | Panty Raid                                   |
| 2009 | "All I Want for Christmas is You" | Panty Raid                                   |
| 2010 | "Underneath It All"               | Panty Raid                                   |
| 2011 | "Ricky Bobby"                     | Get Nice!                                    |
| 2011 | "Get Nice!"                       | Get Nice!                                    |
| 2011 | "She Don't Wanna Rock!"           | Get Nice!                                    |
| 2011 | "Blackout"                        | Get Nice!                                    |
| 2011 | "Nudist Priest"                   | Get Nice!                                    |

## Trivia
- Voor het computerspel Sonic the Hedgehog (2006) componeerde de band het nummer "His World".